# Кадине (Тренто)
Кадине је насеље у Италији у округу Тренто, региону Трентино-Јужни Тирол.
Према процени из 2011. у насељу је живело 1393 становника. Насеље се налази на надморској висини од 466 м.